# Palazzo dei Cugnanesi

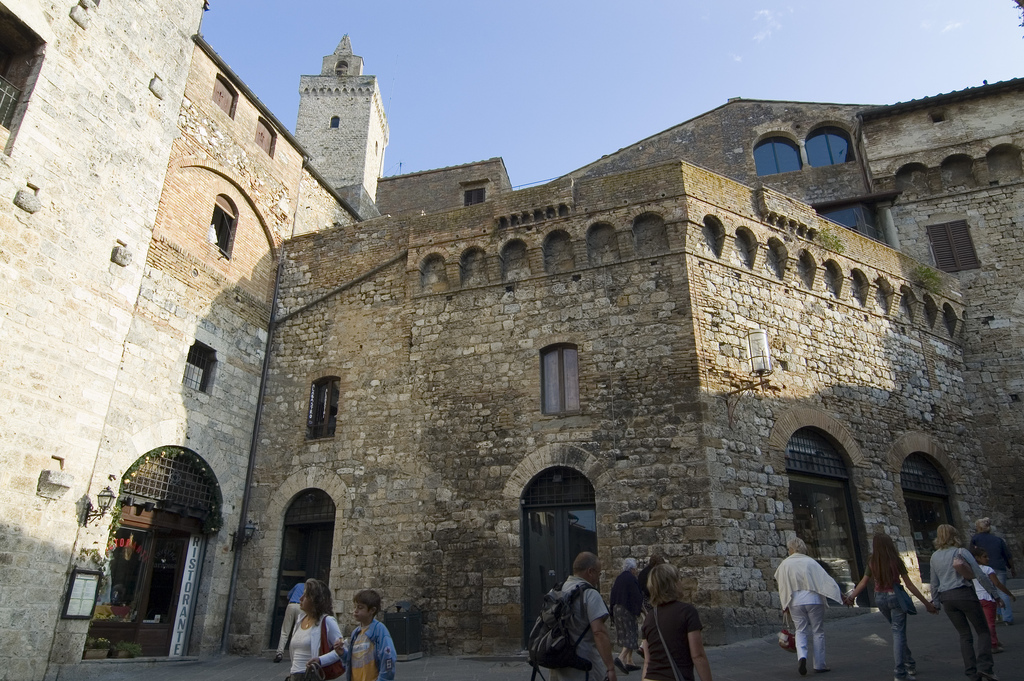
Fachada do Palazzo dei Cugnanesi.

O Palazzo dei Cugnanesi é um palácio italiano situado em San Gimignano, Província de Siena, nas proximidades da Piazza della Cisterna. O elemento mais chamativo do conjunto palaciano é a Torre dei Cugnanesi, uma das catorze torres da cidade, que se encontra entre a Via San Giovanni e a Via del Quercecchio.

## História e arquitectura
O Palazzo dei Cugnanesi remonta ao século XIII e é reconhecível pela série de mísulas externas que suportam a passagem saliente no nível superior.
Nas traseiras, pela estrada que sai em direcção à Rocca di Montestaffoli, vê-se a sólida esquina do palácio, que se assemelha a um bastião e que, com efeito, era parte da primeira cintura muralhada da cidade.
A Torre dei Cugnanesi, uma das mais altas da cidade, tem origem na mesma época do sólido palácio, juntamente com o qual fazia parte do aparato defensivo do Arco dei Becci.

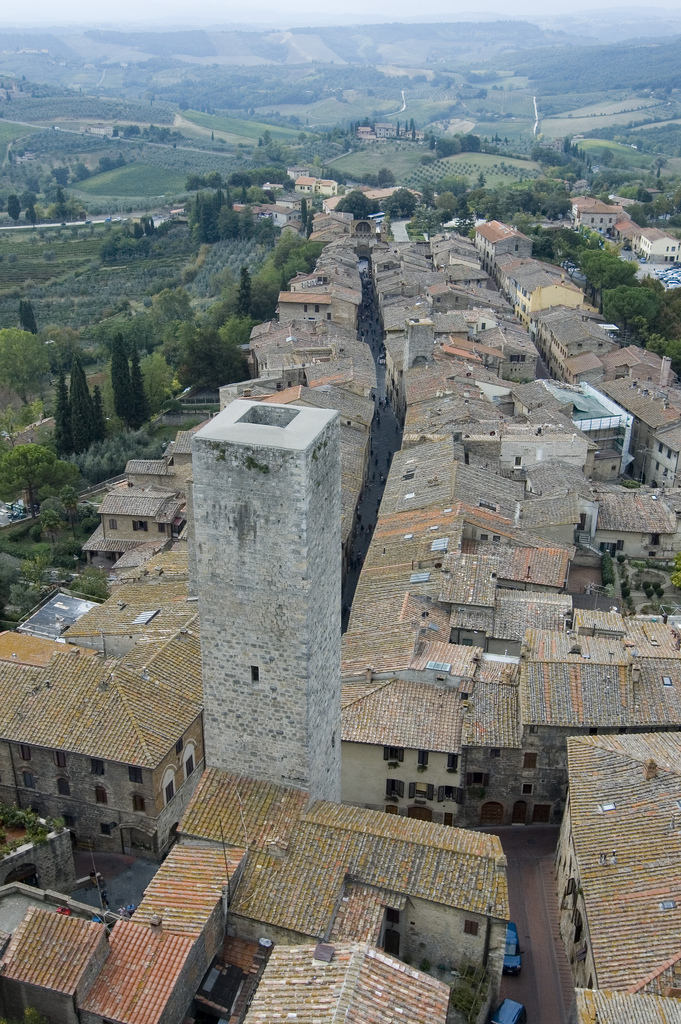
A Torre dei Cugnanesi vista da Torre Grossa.
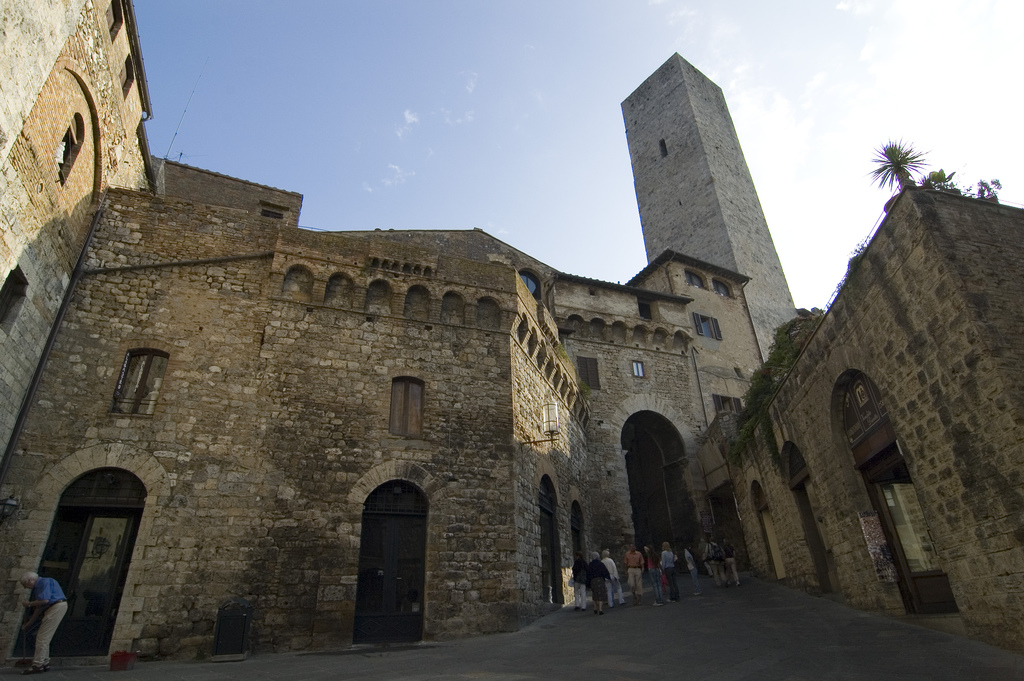
O Palazzo dei Cugnanesi, à esquerda, com o arco e a Torre dei Becci à direita.
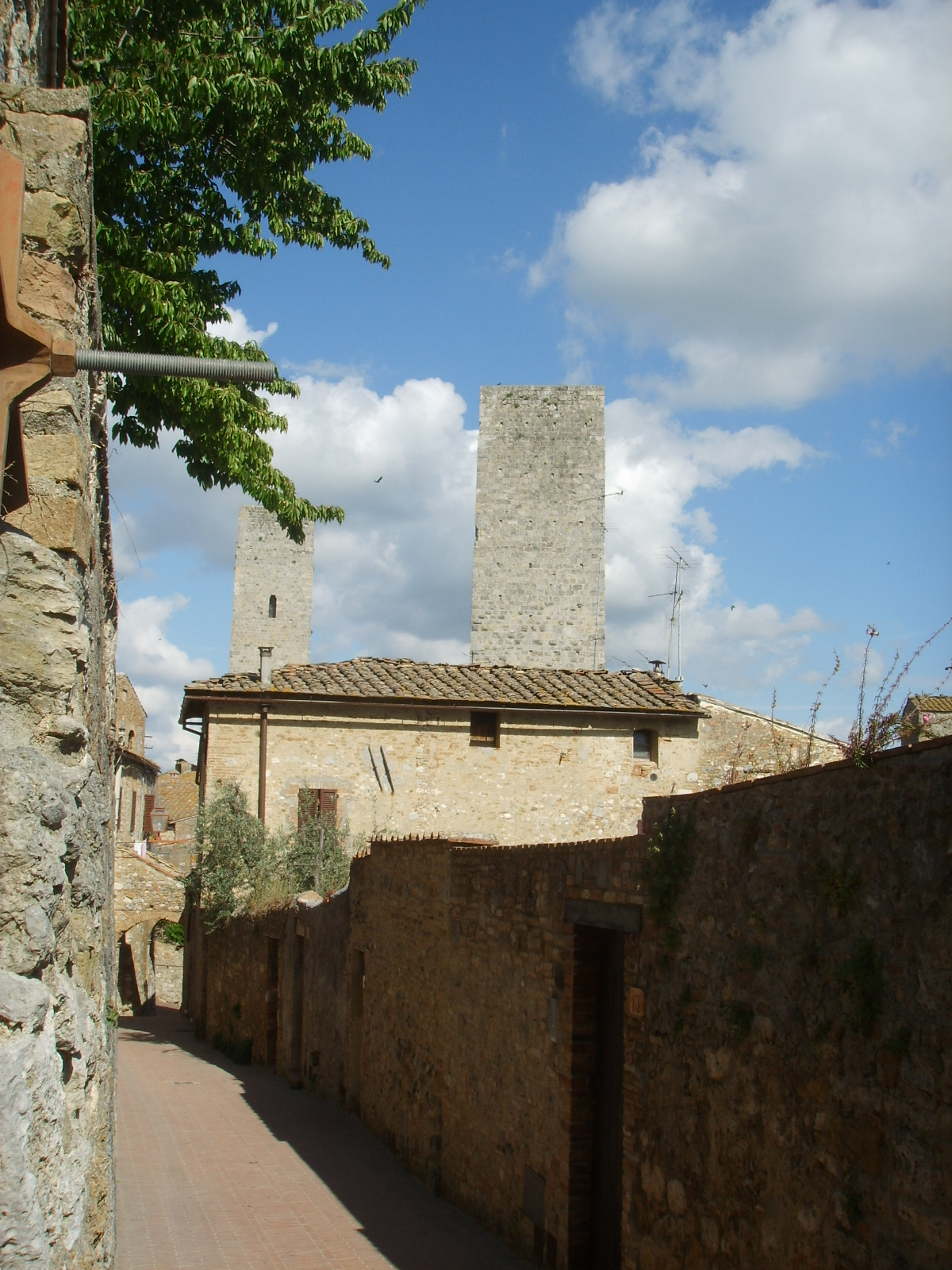
A Torre dei Cugnanesi, a direita, com a vizinha Torre dei Becci, à esquerda.
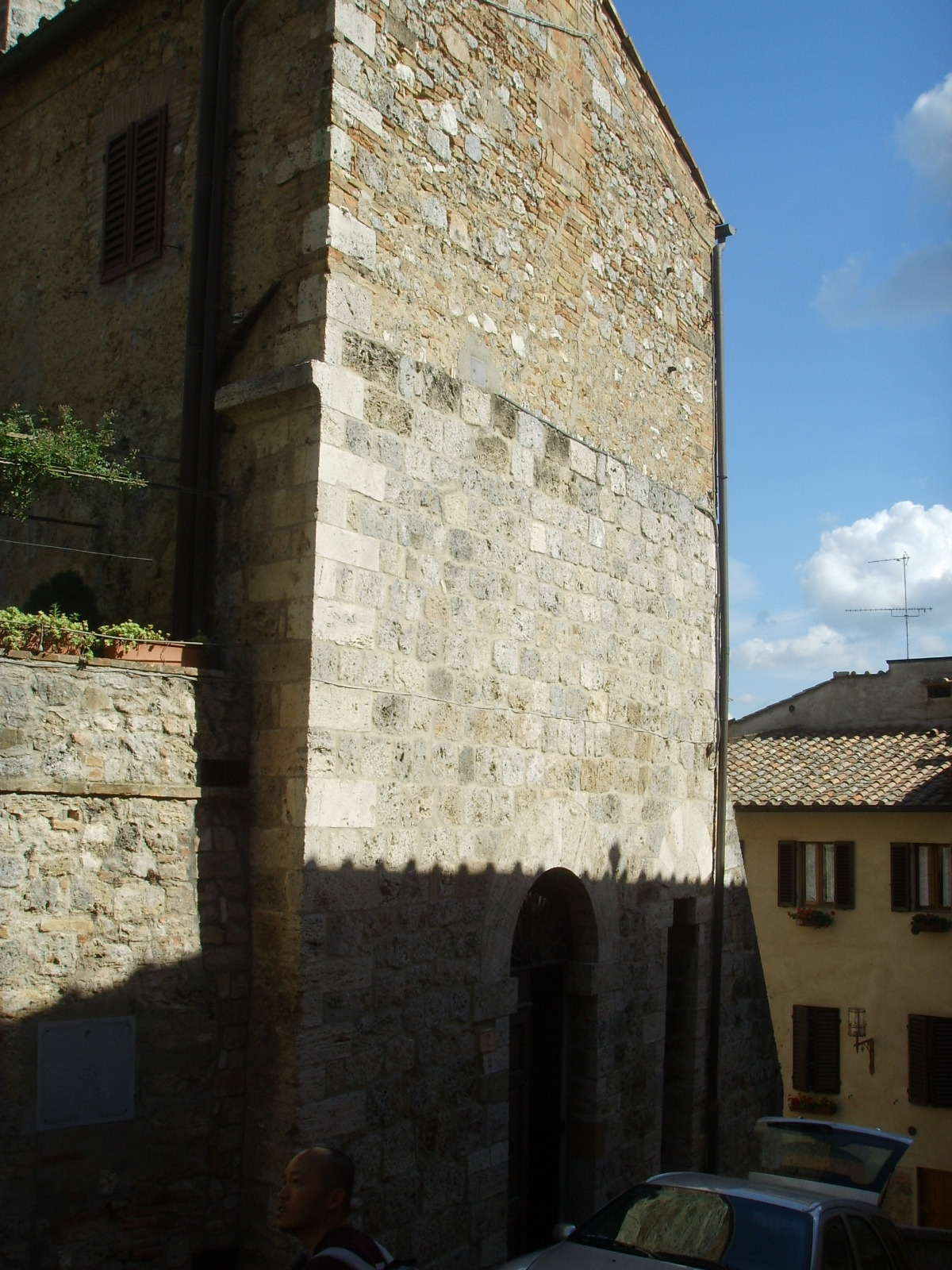
O sólido flanco do Palazzo dei Cugnanesi.
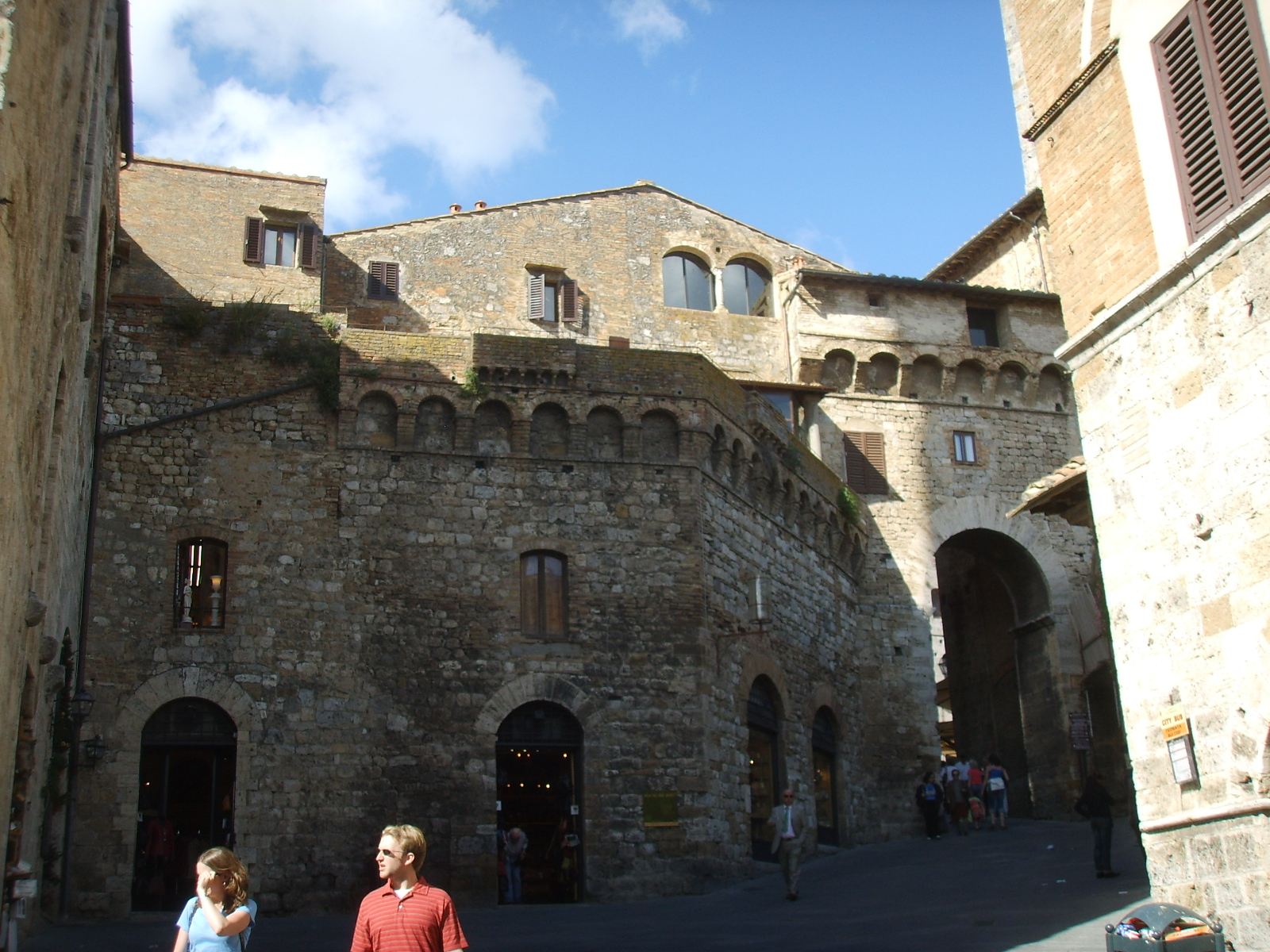
Vista do palácio ao lado do Arco dei Becci.